# 内在
内在（ないざい、英: immanence）とは、神学・形而上学において用いられる語彙・概念で、神（絶対者）が世界の中にいること。対義語は超越。